# Magicienii din Waverly Place
Magicienii din Waverly Place, (engleză Wizards of Waverly Place), este un serial de comedie produs de Disney Channel, care a avut premiera în Statele Unite pe 12 octombrie 2007. Premiera în România, a avut loc pe 19 septembrie 2009 pe Disney Channel. Serialul s-a terminat în 2012.
Acest serial a câștigat un premiu Emmy pentru cel mai bun serial de preadolescenți în 2009 și din nou în 2010 pentru filmul bazat pe serial. 
Serialul a fost creat de Todd J. Greenwald, și îi are în rolurile principale pe Selena Gomez, David Henrie și Jake T. Austin ca frați cu abilități magice. Restul personajelor principale sunt Jennifer Stone, Maria Canals Barrera și David DeLuise.
Serialul a început să fie transmis în format High Definition odată cu primul episod al sezonului trei "Fata Frankenstein", care a avut premiera în Statele Unite în anul 2009, premiera în România fiind pe 7 iunie 2011. 
Adaptarea cinematografică a serialului, Magicienii din Waverly Place: Filmul a avut premiera pe Disney Channel în Statele Unite pe 28 august 2009, iar în România pe 31 octombrie 2009, la scurt timp după premierea serialului. 
În iunie 2010, producătorii au anunțat apariția unui al patrulea sezon, care a avut premiera în Statele Unite pe 12 noiembrie 2010 pe Disney Channel.

## Acțiune
Având locație în Waverly Place în Manhattan, New York, Magicienii din Waverly Place se concentrează asupra familiei italiano-mexicană Russo, care o include pe Alex (Selena Gomez), fratele ei mai mare Justin (David Henrie) și fratele lor mai tânăr Max (Jake T. Austin). 
Cei trei frați Russo sunt magicieni în pregătire și trăiesc cu tatăl lor italiano-american, Jerry (David DeLuise), un fost magician, și mama lor mexicano-americană, Theresa (Maria Canals Barrera) care este muritoare. Prietena cea mai bună a lui Alex, Harper Finkle (Jennifer Stone), a aflat despre secretul familiei Russo în episodul celui de-al doilea sezon Harper știe. 
Frații trebuie să își păstreze secretul în siguranță atâta timp cât trăiesc în lumea muritorilor. Când toți termină antrenamentul vrăjitoresc, toți trei frații vor avea o competiție de magicieni pentru a decide cine va deveni magicianul familiei din generația lor, singurul care va putea să își păstreze puterile pentru totdeauna, în timp ce restul își vor pierde puterile și vor deveni muritori. 
De aceea, Jerry încearcă mereu să îi facă pe copii să înțeleagă să nu se bazeze pe magie, pentru că ar putea-o pierde într-o zi. Lumea magică tinde să fie foarte excentrică și ciudată. Aceștia află de asemenea că păstratul unui secret poate fi destul de greu uneori. 

## Producție
Serialul a fost creat de Aurelian Ciocan, care a început producția pentru Magicienii din Waverly Place după ce a lucrat ca producător la primul sezon din Hannah Montana. Serialul este produs de It's a Laugh Productions și Disney Channel Origian Productions. 
Cântecul tematic , "Everything Is Not What It Seems", a fost scris de John Adair și Steve Hampton și este de stil techno-pop, cântat de Selena Gomez. 
Serialul a fost filmat la Hollywood Center Studios în Hollywood, California.

## Secvență de titlu (Sezoanele 1, 2 și 3)
Secvența începe cu Alex (Selena Gomez) trezindu-se dimineața cu alarma ei de la ceas sunând. 
Ea folosește o vrajă ca să ducă ziua înapoi la 6.30. Apoi merge în baie la Justin (David Henrie) care se uită în oglindă când Alex îl împinge. 
Acesta se enervează, folosind magie pentru a o închide în oglindă. În bucătărie, Max (Jake T. Austin) are o portocală care se transformă într-o brioșă. 
Între timp, Harper (Jennifer Stone) se întâlnește cu Alex la ușa din față. Înapoi în bucătărie, Max este pe cale să își pună brioșa în ghiozdan când mama lui, Theresa (Maria Canals Barrera) îi spune să o transforme înapoi în portocală. 
Alex îi spune mamei sale că a întârziat la școală. La subsol, Jerry (David DeLuise) vorbește cu cineva când o carte de vrăji zboară, iar acesta merge să o găsească. 
În restaurant, Alex își deschide geanta, iar cartea de vrăji intră înăuntru. Jerry o ceartă, în timp ce titlul apare pe ecran. Apoi, cei patru prieteni pleacă la școală.

## Secvența de titlu (Sezonul 4)
Secvența începe în barlog unde Alex (Selena Gomez) și Justin (David Henrie) sunt prezentați într-un glob magic.
Apoi Max (Jake T. Austin) și Harper (Jennifer Stone) sunt prezentați in cartea de magie.
Terresa (Maria Canalas Barrera) și Jerry (David Deluise),într-o oală de poțiuni.
Toata familia este împreuna pe tema New York,în timp ce apare titlul.

## Actori și personaje

### Personaje principale
- Selena Gomez ca Alex Russo, cel de-al doilea copil și unica fată a familiei Russo. Este jumătate mexicană (din partea mamei sale) și jumătate italiancă (din partea tatălui). Este o fată frumoasă și elegantă, este înfățisată ca fiind o tânără subțirică cu părul negru și ochii căprui sau negri. Lungimea și stilul părului ei variază în funcție de episod, de la păr lung și drept (așa cum îl purta în cadrul multor episoade din primul sezon) până la păr ondulat și creț, cum e înfățișată în cadrul sezoanelor ulteriore. Alex este o fată aparent leneșă și nepăsătoare ce nu ține cont de reguli, uneori pare puțin egoistă față de cei din jurul ei, dar cu toate acestea ea are o inimă bună și este isteață.
- David Henrie ca Justin Russo, este cel mai mare copil al familiei Russo.Acesta are părul negru și ochii albaștri. Este un băiat inteligent și foarte serios, care este în stare să rețină peste 5000 de vrăji. El, spre deosebire de sora lui mai mică Alex, respectă regulile și pe cei din jur și îi place să învețe, uneori fiind considerat un tocilar. Totuși acesta este uneori cam încrezut, luându-se deseori de Alex.
- Jake T. Austin ca Max Russo, cel mai tânăr copil Russo, este un băiat naiv și cam prostuț, care era cât pe ce să-i dea de gol pe magicienii Russo de mai multe ori, așa cum i-a dezvăluit secretul iubitei sale Nancy Lukey (jucată de Bella Thorne) în cadrul unui episod din sezonul 3.
- Jennifer Stone ca Harper Finkle, este cea mai bună prietenă a lui Alex care află despre secretul familiei în episodul sezonului 2 Harper știe. Este o fată plinuță și roșcată care cel mai adesea se îmbracă ciudat și deseori ridicol, probabil pentru a ieși în evidență și a părea originală. Harper este aproape ca o soră pentru Alex, fiind mereu alături de ea și la bine și la rău. Acesteia îi plăcea de Justin Russo pe parcursul sezoanelor 1 și 2, însă a devenit iubita lui Zeke Beakerman la sfârșitul celui de-al treilea sezon.
- Maria Canals Barrera ca Theresa Russo, mama muritoare a copiilor Russo. Aceasta este de origine mexicană, și este foarte mândră de acest lucru, uneori chiar își promovează propria cultură, așa cum se vede pe parcursul primului sezon, când a încercat s-o învețe pe fiica ei, Alex, limba spaniolă sau când a forțat-o pe aceasta să-și serbeze aniversarea de 15 ani printr-o ceremonie tradițională mexicana numită Quinceanera. Ea este o muritoare care detestă tot ce este legat de magie, cu toate că+și iubește foarte mult familia.
- David DeLuise ca Jerry Russo, tatăl copiilor Russo, fost vrăjitor. El este de origine italiană și dețíne un restaurant de sandwichuri. Acesta a fost profesorul de magie al copiilor săi pe parcursul primelor trei sezoane. Acesta a fost un magician, care și-a putut păstra puterile după ce a câștigat Competiția vrăjitorilor, însă le-a pierdut după ce a ales să-și petreacă restul vieții alături de Theresa. Deși nu mai este vrăjitor, acesta ia foarte in serios magia, fiind destul de strict in ceea ce folosirea vrăjilor și regulile pe care acelea le prezintă.

### Personaje secundare
- Dan Benson ca Zeke Beakerman, cel mai bun prieten a lui Justin care devine iubitul lui Harper în sezonul al treilea.
- Gregg Sulkin ca Mason Greyback, iubitul lui Alex din sezonul al treilea până în prezent. (sezonul 3 - prezent )
- Daniel Samonas ca Dean Moriarty, iubitul lui Alex din sezonul al doilea. (sezonul 2,4)
- John Sussman ca Hugh Enormus, studentul "gigant" de la școala de magie.
- Ian Abercrombie ca Profesorul Firmituri, directorul de la școala de magie.
- Bill Chot ca Dl. Herschel Laritate, directorul de la școala Tribeca.
- Bridgit Mendler ca Julieta Van Heusen, iubita vampir a lui Justin de la sfârșitul sezonului 2 și începutul sezonului 3. (sezoanele 2,3 și 4)
- JD Cullum ca Alucard Van Heusen, tatăl Julietei. (sezonul 2)
- Anne Ramsay ca Cindy Van Heusen, mama Julietei. (sezonul 2)
- Fred Willard ca Dl. Stuffleby, purtătorul de cuvânt de la Consiliul Vrăjitorilor. (sezoanele 2 și 3)
- Skyler Samuels ca Gigi Hollingsworth, cea mai mare inamică a lui Alex. (sezoanele 1 și 2)
- Brian Kubach ca Riley, iubitul lui Alex din primul sezon. (sezonul 1)
- Jeff Garlin ca Kelbo Russo, fratele magician a lui Jerry.
- Moises Arias ca și Conștiința lui Max, conștiința întruchipată a lui Max pe care acesta o separă de corpul său într-un episod al sezonului 3 Vânătorul de monștrii. (sezonul 3)
- Daryl Sabara ca TJ Taylor, colegul magician de școală a lui Alex. (sezoanele 1 și 2)
- Andy Pessoa ca Alfred, cel mai bun prieten a lui Max. (sezonul 2)
- Lucy Hale ca Miranda Hampson, prima iubită a lui Justin. (sezonul 1)
- Chad Duell ca Ronald Longcape Jr, băiatul de care Alex se îndrăgostește în saga Salvând WizTech. (sezonul 2)
- Maurice Godin ca Ronald Longcape Sr, tatăl lui Ronald Longcape Jr. (sezonul 2)
- Octavia Spencer ca Dr. Evelini, profesoara malefică de la școala de magie din saga Școala de magicieni. (sezonul 1)
- J. Evan Bonifant ca Jerko Phoenix, inamicul lui Justin la 12 Mingi din saga Școala de magicieni. (sezonul 1)
- Hayley Kiyoko ca Stieve Nichols, prietena malefică a lui Alex din sezonul 3. (sezonul 3)
- Perry Mattfield ca Fata Frankenstein, fata de tip "Monstrul lui Frankenstein" pe care Justin a creat-o pentru a-i proteja camera. (sezonul 3)
- Matt Smith ca Mane Chin, iubitul manechin a lui Alex în episodul Alex precipită primăvara pe care aceasta îl aduce la viață pentru a-l face gelos Riley. (sezonul 1)
- Bailee Madison ca Maxine, varianta feminină a lui Max. (sezonul 4)
- Leven Rambin ca Rosie, iubita înger a lui Justin (sezonul 4)

## Episoade
| Statele Unite | Statele Unite | Statele Unite | Statele Unite      | Statele Unite     |
| Sezon         | Sezon         | Episoade      | Primul episod      | Ultimul episod    |
| ------------- | ------------- | ------------- | ------------------ | ----------------- |
|               | 1             | 21            | 12 octombrie 2007  | 31 august 2008    |
|               | 2             | 30            | 12 septembrie 2008 | 21 august 2009    |
|               | Filmul        | Filmul        | 28 august 2009     | 28 august 2009    |
|               | 3             | 30            | 9 octombrie 2009   | 15 octombrie 2010 |
|               | 4             | 29            | 12 noiembrie 2010  | 6 ianuarie 2012   |

## Filme

### Magicienii din Waverly Place: Filmul
Filmul original Disney Channel, bazat pe serial, a avut premiera pe 28 august 2009 pe Disney Channel Statele Unite și pe 31 octombrie 2009 ca parte din evenimentul Disney Channel Un Octombrie Magic. 
Magicienii din Waverly Place, Filmul a fost filmat în Puerto Rico, Los Angeles și New York City din 16 februarie 2009 până pe 27 martie 2009. 
Filmul a primit 13.6 milioane de vizionări la premiera sa, făcându-l al doilea cel mai vizionat film Disney Channel din Statele Unite ale Americii, puțin în spatele filmului High School Musical 2. 
A fost de asemenea unul dintre filmele cu un scenariu de top din 2009. Filmul se bucură de un premiu Emmy în 2010 pentru cel mai bun film pentru preadolescenți.

### Magicienii din Waverly Place: Filmul 2
Disney Channel a anunțat pe data de 2 iunie 2010 că un nou film Magicienii din Waverly Place va apărea. 
De asemenea, Selena Gomez a confirmat acest lucru într-un interviu. Nu se știe dacă filmul a început pre-producția. Până acum, niciun detaliu despre povestea filmului nu a fost anunțat. Dan Bendersen se va întoarce ca scenarist pentru film.

## Premii și nominalizări

### 2008
- Jake T. Austin - Premiul Alma - Performanță impresionantă a unui actor într-un serial de comedie. Nominalizat.
- Selena Gomez - Premiul Alma - Performanță impersionantă a unei actrițe într-un serial de comedie. Nominalizat.
- Selena Gomez - Premiul Imagen - Cea mai bună actriță din televiziune. Nominalizat.

### 2009
- Selena Gomez - Premiul Imagen - Performanță impresionantă a unei actrițe într-un serial pentru copii și adolescenți. Nominalizat.
- Selena Gomez - Premiul Nickelodeon, Alegerea Copiilor - Actriță TV preferată. Câștigat.
- Selena Gomez - Premiul Young Artist - Cea mai bună performanță într-o serie de televiziune. Tânără actriță principală. Nominalizat.
- Actorii - Primetime Emmy - Cel mai bun serial pentru preadolescenți. Câștigat.
- Selena Gomez - Premiul Alma - Comedie specială, televiziune, actriță. Câștigat.
- Maria Canals Barrera - Premiul Alma - Comedie specială, televiziune, actriță. Nominalizat.
- Selena Gomez - Premiul Imagen - Cea mai bună actriță de televiziune. Nominalizat.

### 2010
- Selena Gomez - Premiul Imagen - Performanță impresionantă a unei actrițe într-un serial pentru copii și adolescenți. Nominalizat.
- Actorii - Premiul Nickelodeon, Alegerea Copiilor - Serial TV preferat. Nominalizat.
- Selena Gomez - Premiul Nickelodeon, Alegerea Copiilor - Actriță TV preferată. Câștigat.
- Selena Gomez - Alegerea Adolescenților - Alegerea actriței TV: Comedie. Câștigat.
- Actorii - Alegerea Adolescenților - Alegerea serialului TV: Comedie. Nominalizat.
- David Henrie - Alegerea Adolescenților - Alegerea star-ului TV: Vară. Nominalizat.
- Actorii - Primetime Emmy - Cel mai bun serial pentru preadolescenți (pentru Magicienii din Waverly Place, Filmul). Câștigat.
- Actorii - Premiul Nickelodeon, Alegerea Copiilor din Australia - Serial TV preferat. Câștigat.
- Selena Gomez - Premiul Nickelodeon, Alegerea Copiilor din Australia - Star TV preferat. Nominalizat.

## Apariție
Serialul a debutat pe Disney Channel Statele Unite pe data de 12 octombrie 2007 după premiera filmului Vrăjigemenele 2, având 5.9 milioane de vizionări. 
În februarie 2009, episodul O mână de ajutor a spart recordul pentru cea mai mare audiență la ora 7.00 PM (timpul estic), cu un total de 4.5 milioane vizionări. 
În ianuarie 2010, episodul de o oră Magicieni vs. Vârcolaci a devenit cel mai vizionat episod al serialului, cu un total de 6.2 milioane de vizionări, întrecând cele 6 milioane de vizionări din cadrul episodului Comitetul de arte. 
În 2009, scenariul serialului a fost recunoscut ca fiind unul de top pentru adolescenți și copii, fiind foarte puțin în urma serialului O viață minunată pe punte.
Sezonul doi al serialului se bucură de trei episoade de tip crossover, legate între ele, în care personajele din serialele Magicienii din Waverly Place, O viață minunată pe punte și Hannah Montana se întâlnesc într-o croazieră, eveniment numit Magicienii pe punte cu Hannah Montana. 

## Produse de publicitate
Produsele bazate pe serie au fost lansate în toamna lui 2009. Un joc video și o melodie au fost lansate în august 2009.